# Batalha de Acayuazá
A Batalha de Acayuazá travou-se em 18 de julho de 1868 nos arredores do Reduto-Corá entre as tropas aliadas da Tríplice Aliança e os paraguaios. Neste combate triunfaram as tropas paraguaias.

## Antecedentes
Desde a ocupação de Andaí por parte dos aliados, estes foram hostilizados permanentemente pelos paraguaios e diariamente haviam combates.
Os paraguaios tinham construído um reduto a uma certa distância entre as posições das tropas, que chamaram de Reduto-Corá, defendida por 200 homens da cavalaria desmontada, conhecidos com o nome de Cá-Morotí (cabeça branca), pelo sombreiro branco que usavam. O comando das tropas paraguaias estava com o coronel Bernardino Caballero, enquanto no comando dos aliados estava o general Ignacio Rivas, quem propôs tomar o reduto.

## O plano
Por sua vez o coronel Caballero, em 17 de julho de 1868 propôs preparar uma armadilha às tropas aliadas que diariamente costumavam percorrer o campo, e com esse objetivo, ordena que no dia seguinte, os Cá-Morotí sob o comando do capitão Melitón Taboada, se escondessem no monte ao lado do caminho que costumavam percorrer os aliados. Quando os paraguaios avistassem os aliados, estes deveriam atacar e no tiroteio, simular uma fuga levando-os atrás do reduto.
Amanheceu o dia 18 com os paraguaios preparados, e em lugar de uma força de exploração, vinham os aliados em duas colunas paralelas, com o propósito indicado de tomar o Reduto-Corá, por ordem de Rivas. À frente do 3° Batalhão Riojano e dois batalhões brasileiros, vinha o Coronel Miguel Martínez de Hoz, e o Comandante Gaspar Campos como imediato.

## Ações
O batalhão argentino marchava à frente, e ao chegar no ponto, como anunciado, os paraguaios os atacam, retrocedendo em seguida e levando os argentinos para o reduto, assim como planejado.

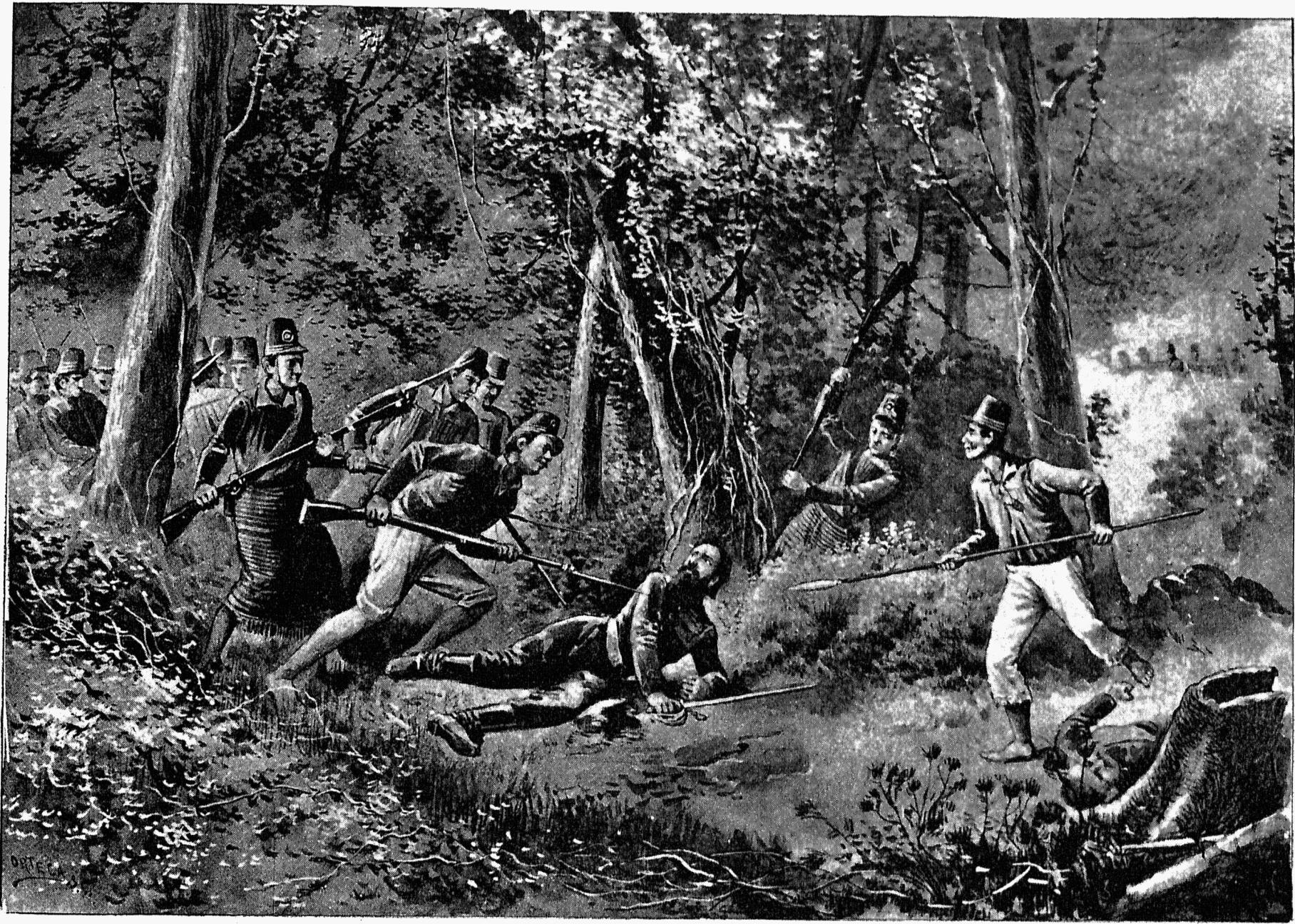
Morte do Coronel Martinez de Hoz em Acayuazú.

Entusiasmados na perseguição, chegam os argentinos no ponto em que os paraguaios se dispersam, deixando aos aliados na mira artilharia do Reduto-Corá, que de repente irrompe numa salva de tiros. Já era tarde; os brasileiros dispersam-se, mas os Riojanos são envolvidos pelas tropas de Taboada. Martínez de Hoz ordena a Campos que resista, e despacha um ajudante a procura de reforços, se negando a depor as armas, ofertado pelo coronel Bernardino Caballero. Rodeado pelos paraguaios, morre no combate o coronel Martínez de Hoz, sendo tomado prisioneiro Gaspar Campos. No campo ficam 400 argentinos mortos.

O Comandante Gaspar Campos foi mantido prisioneiro em San Fernando, e ainda que respeitado, sofreu nas mãos dos paraguaios. Morre aos 37 anos em Lomas Valentinas, vítima da disenteria.
- Este artigo foi inicialmente traduzido, total ou parcialmente, do artigo da Wikipédia em castelhano cujo título é «Combate de Acayuazá».

## Galeria

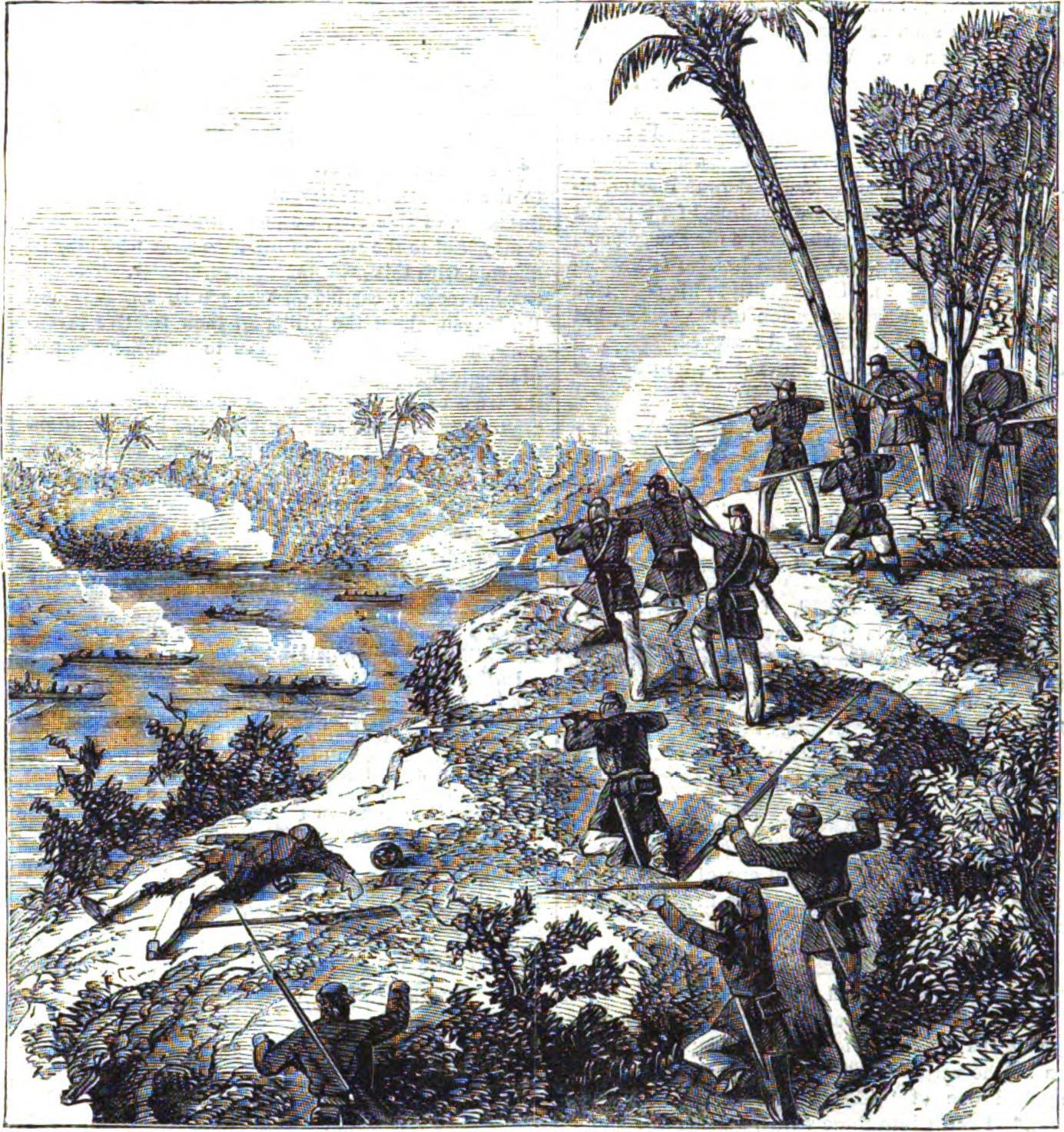
Enfrentamento no Chaco (Harper's Weekly, 1868).
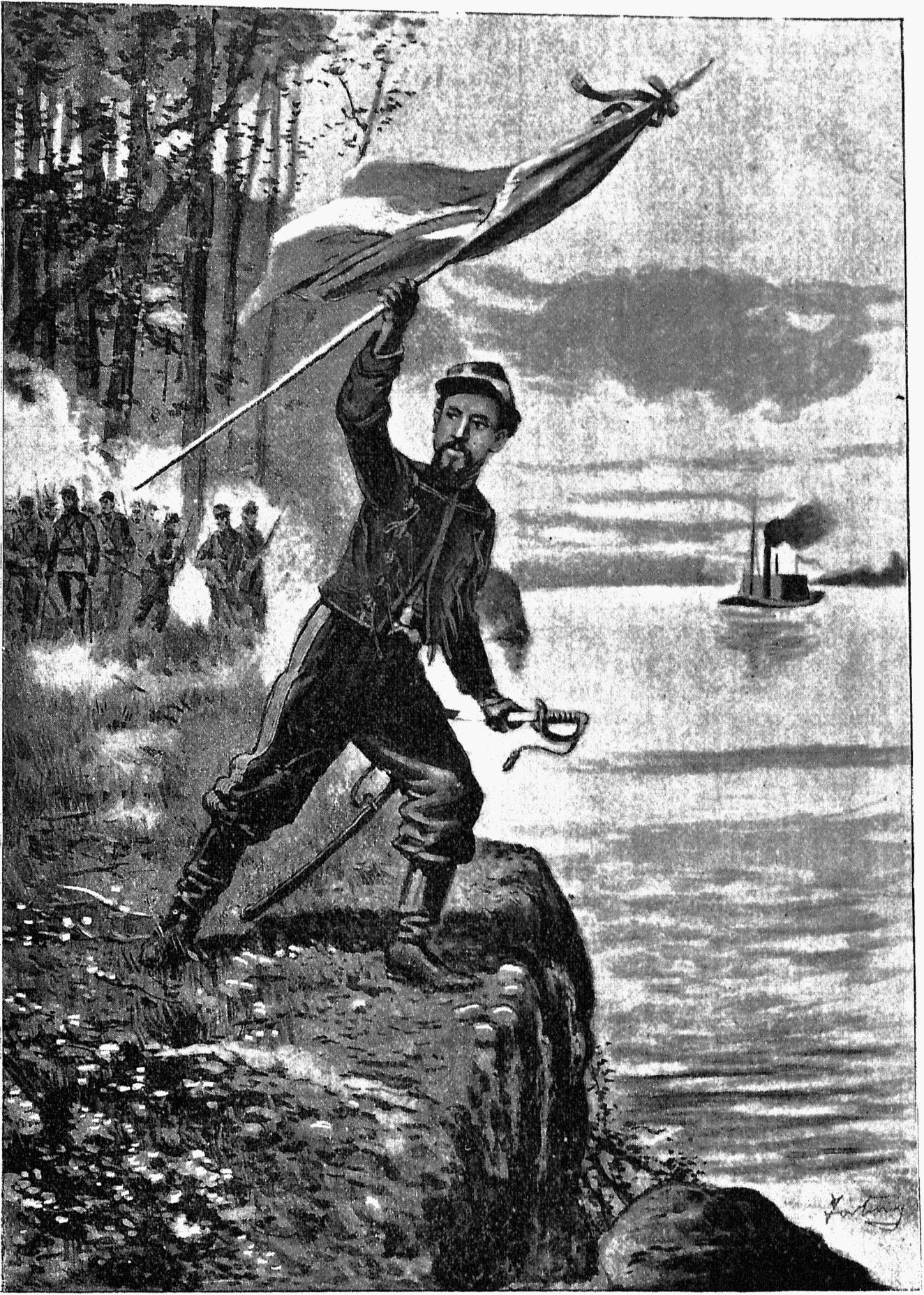
O Tenente-coronel Gaspar Campos, surpreendido em Acayuazá, salva a bandeira de seu batalhão, jogando-a no Rio Paraguai, de cujas águas foi recolhida por um encouraçado brasileiro.